# Clossiana astarte
Clossiana astarte är en fjärilsart som beskrevs av Doubleday 1847. Clossiana astarte ingår i släktet Clossiana och familjen praktfjärilar. Inga underarter finns listade i Catalogue of Life.